# 정난종 선생 묘 및 신도비외 묘역일원
정난종선생묘및신도비외묘역일원 (鄭蘭宗先生墓및神道碑外墓域一圓)은 대한민국 경기도 군포시 속달동에 있는, 조선 전기의 문신 허백당 정난종(1433∼1489) 선생과 그의 두 아들 광보(1457∼1524), 광필(1462∼1538)의 묘지이다. 1989년 6월 1일 경기도의 기념물 제115호로 지정되었다.

## 개요
조선 전기의 문신 허백당 정난종(1433∼1489) 선생과 그의 자손들의 묘지다.
정난종은 세조 2년(1456)에 과거에 급제한 후 여러 관직을 거쳤으며, 1467년에는 황해도 관찰사로 있으면서 이시애의 난을 평정하는데 공을 세워 호조참판에 올랐다. 사신으로 여러 차례 명나라에 다녀오기도 했던 그는 훈구파의 중진인사로 성리학에 밝았으며, 특히 서예에 일가견이 있었고 글씨도 잘 썼다.
정광필은 성종 23년(1492) 과거에 급제한 후 성균관에 있으면서『성종실록』의 편찬에 참여했으며, 중종 5년(1510) 전라도 순찰사가 되어 삼포왜란을 수습하고 병조판서에 올랐다.
묘역은 수리산(견불산)의 능선 중앙에 정란종 선생의 묘가 있고, 그 위로 장남인 정광보, 차남인 정광필의 묘가 차례로 있다. 모두 부인과의 합장묘이고, 봉분이 2개씩인 쌍분 형태이다. 정란종의 묘는 부인 완산 이씨와의 합장묘이며, 묘 앞에는 성종 20년(1489)에 세운 선생의 묘비와 성종 17년(1487)에 세운 부인의 묘비가 있다. 묘역 앞에는 제물을 올리고 제사를 지내기 위한 상석(床石)이 있고, 그 앞에 불을 밝히기 위해 만든 돌로 된 장명등(長明燈)이 있다. 묘역 좌우에 크기가 다른 문인석 2쌍이 있고, 묘역 아래에는 왕이나 고관 등의 평생 업적을 기리기 위해 무덤가에 세우던 신도비가 있는데, 남곤이 글을 지어 중종 20년(1525)에 세운 것이다.
정광보의 묘 역시 부인 전의 이씨와의 합장묘이며, 묘 앞에 묘비, 상석이 있고 상석 좌우로는 동자상이 1쌍 있다. 상석 앞에는 장명등이 있고, 장명등 좌우로는 멀리서도 무덤이 있음을 알 수 있게 해주는 망주석과 문인석이 1쌍씩 있다.
정광필의 묘도 부인 은율 송씨와의 합장묘이며, 묘 앞에는 묘비와 상석이 있고 상석 앞에 장명등이 있다. 좌우에는 문인석과 무인석 1쌍이 있으며, 묘역 좌측 아래에는 소세양이 글을 짓고 이황이 글씨를 써서 명종 17년(1562)에 세운 신도비가 있다.

## 같이 보기
- 정난종

## 참고 문헌
- 정난종선생묘및신도비외묘역일원 - 국가유산청 국가유산포털